# 제1기 스빈후부드 원로원
제1기 스빈후부드 원로원(핀란드어: Svinhufvudin ensimmäinen senaatti 스빈후부딘 엔심매이넨 세나티[*])은 독립 핀란드의 첫 내각이다. 다만 이때는 "내각"이라는 표현을 사용하지 않았고 국가평의회도 없었다. 따라서 국가평의회의 전신인 원로원이 정부내각의 구실을 했고 각료들도 "장관(ministeri 미니스트레리[*])"이 아니라 식민지 시절의 "국장(päällikkö 팰리쾨[*])"이라는 직함을 사용했다. 제1차 스빈후부드 원로원은 핀라드 독립 선언(1917년 12월 31일) 이전에 성립되었다.
핀란드 내전 중에는 수도 헬싱키에서 도망쳐 북서부의 바사에 정부를 두었다. 이 1918년 1월 29일에서 5월 3일 사이를 "바사 원로원"이라고도 한다.
| 직책                                                                    | 성명                       | 재임기간                         | 정당 | 정당          |
| ----------------------------------------------------------------------- | -------------------------- | -------------------------------- | ---- | ------------- |
| 원로원장 Senaatin puheenjohtaja                                         | 패르 에빈드 스빈후부드     | 1917년 11월 27일–1918년 5월 27일 |      | 청년 핀란드당 |
| 법무국장 Oikeustoimituskunnan päällikkö                                 | 온니 탈라스                | 1917년 11월 27일–1918년 5월 27일 |      | 청년 핀란드당 |
| 내무국장 Sisäasiaintoimituskunnan päällikkö                             | 아르투르 카스트렌          | 1917년 11월 27일–1918년 5월 27일 |      | 청년 핀란드당 |
| 내무국장보 Sisäasiaintoimituskunnan apulaispäällikkö                    | 알렉산데르 프레위          | 1917년 11월 27일–1918년 5월 27일 |      | 스웨덴인당    |
| 재무국장 Valtiovaraintoimituskunnan päällikkö                           | 유하니 아라얘르비          | 1917년 11월 27일–1918년 5월 27일 |      | 핀란드당      |
| 종무교육국장 Kirkollis- ja opetustoimituskunnan päällikkö               | 에밀 네스토르 세탤래       | 1917년 11월 27일–1918년 5월 27일 |      | 청년 핀란드당 |
| 농무국장 Maataloustoimituskunnan päällikkö                              | 퀴외스티 칼리오            | 1917년 11월 27일–1918년 5월 27일 |      | 농업동맹      |
| 농무국장보 Maataloustoimituskunnan apulaispäällikkö                     | 에로 위리외 페흐코넨       | 1917년 11월 27일–1918년 5월 27일 |      | 농업동맹      |
| 운수공공국장 Kulkulaitosten ja yleisten töiden toimituskunnan päällikkö | 얄마르 카스트렌            | 1917년 11월 27일–1918년 5월 27일 |      | 청년 핀란드당 |
| 상공국장 Kauppa- ja teollisuustoimituskunnan päällikkö                  | 헤이키 가브리엘 렌발       | 1917년 11월 27일–1918년 5월 27일 |      | 청년 핀란드당 |
| 사회국장 Sosialitoimituskunnan päällikkö                                | 오스카리 빌호 로우히부오리 | 1917년 11월 27일–1918년 5월 27일 |      | 핀란드당      |

| 전임 세탤래 원로원 | 핀란드 원로원 1917년 11월 27일–1918년 5월 27일 | 후임 제1차 파시키비 원로원 |